# Enispe enervata
Enispe enervata är en fjärilsart som beskrevs av Hans Ferdinand Emil Julius Stichel 1905. Enispe enervata ingår i släktet Enispe och familjen praktfjärilar. Inga underarter finns listade i Catalogue of Life.